# Eparquía de Salmas
La eparquía de Salmas o de Shahpour (en latín: Eparchia Salmasiensis) es una circunscripción eclesiástica de la Iglesia católica en Irán. Se trata de una eparquía caldea, sufragánea de la archieparquía de Urmía. Desde el 30 de noviembre de 1983 su archieparca (a título personal) es Thomas Meram.

## Territorio y organización
La eparquía extiende su jurisdicción sobre los fieles católicos de rito caldeo residentes en un área que incluye la ciudad de Salmas en el norte de Irán.
La sede de la eparquía se encuentra en la ciudad de Urmía, debido a que está unida in persona episcopi a su metrópolis. En la ciudad de Salmas se halla la Catedral de San Yaghou. Existen además las iglesias del Sagrado Corazón, en Salmas, y Santa María, en Gavlan.

## Historia
En la tradición siria oriental el martirio de Bartolomé el Apóstol se ha localizado tradicionalmente en Salmas. Aunque una comunidad de cristianos nestorianos ha sido atestiguada en Salmas desde fines del siglo VII, no hay obispos conocidos hasta José, mencionado en 1281 cuando asistió a la entronización del patriarca Yaballaha III.
La iglesia del pueblo de Chara (hoy Chahriq-e Olya) en el distrito de Salmas fue construida en 1360 a expensas de mar Sliba, probablemente el obispo de Salmas. El nombre Sliba fue tomado en un período posterior por los obispos de Jilu, un distrito con el que Salmas se vinculó en el siglo XVI.
El distrito de Salmas estaba habitado por cristianos nestorianos y armenios, y alrededor del final del siglo XIII tenía un obispo nestoriano y otro armenio. Durante el siglo XV varios obispos latinos fueron nombrados para Salmas, aunque pueden haber sido obispos titulares solamente. Solo el obispado nestoriano parece haber sobrevivido hasta el siglo XVI.
Un obispo no identificado de Salmas fue uno de los tres obispos nestorianos restantes en 1551. Salmas está en la lista del patriarca católico Abdisho IV Maron en 1562 como sede metropolitana, con tres sufragáneas en territorio persa: Baumar (aparentemente una aldea en la llanura de Salmas), Sciabathan (posiblemente Shapat, el distrito de Shemsdin) y Vastham (posiblemente Vastan en la orilla del lago Van), localidades de incierta identificación.  
El patriarca Shemʿon IX Denha fue anteriormente metropolitano de Salmas, Siirt y Jilu, distritos que estaban ampliamente separados. Un metropolitano de Salmas llamado José fue uno de los firmantes de una carta de 1580 de Shemʿon IX Denha al papa Gregorio XIII, y fue presuntamente consagrado por su predecesor poco después de convertirse en patriarca. Un tal José metropolitano de Salmas también se menciona en el informe de 1607.
Salmas cayó bajo la influencia del catolicismo hacia fines del siglo XVI, cuando se convirtió en la sede de los patriarcas católicos de la línea simonita, que residían en el cercano monasterio de Khosrowa. Según el historiador caldeo Joseph Tfindkji, la serie episcopal católica se interrumpió entre 1640 y 1709, coincidiendo con el regreso de los patriarcas simonitas al nestorianismo.
También Tfinkdji afirma que los nestorianos de Persia escribieron al patriarca Yosep II Bet Ma'aruf en 1709 para asegurarle su adhesión a la fe católica junto con su obispo Ishoʿyahb I. Sin embargo, el mayor esfuerzo para llevar a la comunidad nestoriana de Salmas a la comunión con la Santa Sede tuvo lugar durante el episcopado de Ishoʿyahb Shemʿon, quien murió el 10 de abril de 1789, como se indica en la lápida en el cementerio de Khosrowa.
En 1896 la eparquía tenía unos 10 000 fieles caldeos, con 12 iglesias y capillas, 10 sacerdotes y un seminario diocesano. Dos estaciones misioneras, una cerca de Siakuth en territorio del Imperio ruso, y otra en la ciudad de Tabriz, estaban adscritas a esta eparquía.
Debido a la disminución del número de católicos, desde 1930 la sede está unida in persona episcopi al arzobispo de la archieparquía de Urmía.
En 1913 la residencia del obispo estaba en Khosrowa, en donde había un seminario diocesano, y era la diócesis más grande de la Iglesia caldea después de la sede patriarcal. La eparquía comprendía 12 villas o aldeas: Salmas, Khosrowa (Khosrowabad), Patah Vir, Gavlan, Owlaq, Golozan, Khanaqah, Ziveh Jik, Ostureh, Sarnaq, Kuilavar y Chahriq-e Olya. Había en 1913 10 460 fieles, 24 sacerdotes, 12 iglesias, 11 capillas, 14 escuelas y 14 estaciones misionales.

## Estadísticas
Los últimos datos estadísticos de la eparquía corresponden al Annuaire Pontifical Catholique de 1913, posteriormente el Anuario Pontificio los computa en conjunto con la archieparquía de Urmía.
| Año                         | Población            | Población | Población      | Sacerdotes | Sacerdotes    | Sacerdotes    | Bautizados por sacerdote | Diáconos permanentes | Religiosos | Religiosos | Parroquias |
| Año                         | Bautizados católicos | Total     | % de católicos | Total      | Clero secular | Clero regular | Bautizados por sacerdote | Diáconos permanentes | Varones    | Mujeres    | Parroquias |
| --------------------------- | -------------------- | --------- | -------------- | ---------- | ------------- | ------------- | ------------------------ | -------------------- | ---------- | ---------- | ---------- |
| 1896                        | 10 000               | ?         | ?              | 10         |               |               | 1000                     |                      |            |            | 23         |
| 1913                        | 10 460               | ?         | ?              | 24         |               |               | 435                      |                      |            |            | 12         |
| Fuente: Catholic-Hierarchy. |                      |           |                |            |               |               |                          |                      |            |            |            |

## Episcopologio
- José † (1560-1592)
- Eusebio o José † (1592-1608?)
- Abdisho (Ebed Jesu) † (1608-1643 falleció)
- Ishoʿyahb I (Jesu Yab) † (1709-1752 falleció)
- Ishoʿyahb II (Jesu Yab) † (?-1777 falleció)
- Ishoʿyahb Shemʿon (Simone Jesu Yab) † (1777-10 de abril de 1789 falleció)
  - Sede vacante (1789-1795)
- Ishoʿyahb Yohannan Gabriel (Jesu Yab Juan Guriel) † (8 de noviembre de 1795-15 de julio de 1833 falleció)
- Ishoʿyahb Melchisedec (Melchisedech Jesu Yab) † (1833-1842 falleció)
  - Nikholas Eshaya † (1842-1846) (patriarca y administrador de la eparquía)
- Giwargis Augustine Barshina † (11 de julio de 1848-1889 falleció)
  - Sede vacante (1889-1894)
- Isaac Yahballaha Khudabakhash † (1 de octubre de 1894-1908 renunció)
- Pierre Aziz Ho † (25 de enero de 1910-16 de enero de 1924 renunció)
  - Sede vacante (1924-1930)
- Isaac-Jesu-Yab Khoudabache (Koudabache) † (6 de octubre de 1930-8 de agosto de 1939 falleció)
- Abel Zayia (Zaya) † (6 de diciembre de 1939-18 de marzo de 1951 falleció)
- Zaya Dachtou † (14 de julio de 1951-15 de agosto de 1972 falleció)
- Samuel Chauriz † (1 de mayo de 1974-14 de junio de 1981 falleció)
  - Sede vacante (1981-1983)
- Thomas Meram, desde el 30 de noviembre de 1983[6]